# C/2007 W10 (SOHO)
C/2007 W10 (SOHO) – kometa jednopojawieniowa odkryta na zdjęciach SOHO przez Michała Kusiaka. Została odkryta 23 listopada 2007 roku. Należy do grupy komet Kreutza.